# 吉他音箱

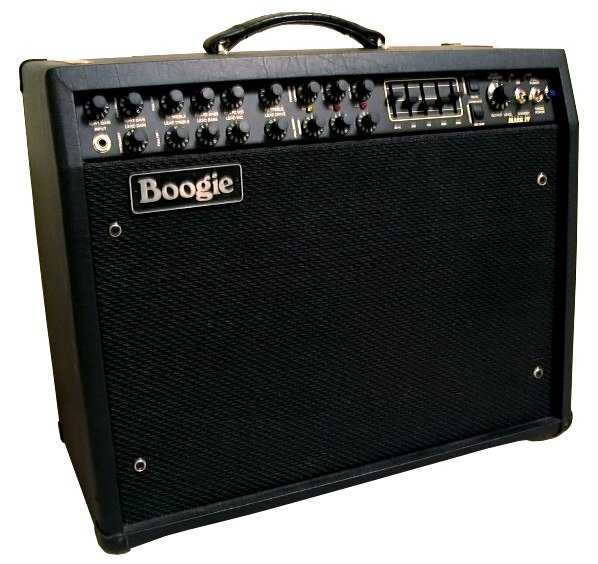
梅萨 - 布吉“马克IV”型號的吉他音箱

吉他音箱又稱為吉他放大器或吉他安培（英語：Guitar Amplifier 或 Guitar Amp），音樂專業術語通常簡稱Amp，屬於电子放大器的一種。其主要目的是為了放大吉他音量的电信号，这样它会將吉他發出的聲音通过拾音器或擴音器經由導線傳導到音箱將声音變大。大多数吉他放大器也可以通过强调或不强调特定的频率及通過增加电子效应，將已經失真的混响修改成正常。